# Hugo Wast
Gustavo Adolfo Martínez Zuviría, de son nom de plume Hugo Wast (23 octobre 1883 - 28 mars 1962), était un écrivain et homme politique argentin.

## Biographie
Hugo Wast fut l’un des romanciers les plus lus de son époque ; au moment de sa mort en 1962, trois millions d’exemplaires de ses livres avaient été vendus. Né à Córdoba sous le nom de Gustavo Adolfo Martínez Zuviría, il s’installa plus tard avec sa famille à Santa Fe, où il se vit décerner en 1907 un doctorat honoris causa en droit. Il utilisera le nom de plume Hugo Wast pour la première fois en 1911, pour son roman Flor de durazno (littéral. Fleur de pêcher), lequel sera son premier succès commercial. En 1916, il fut élu député conservateur à la Chambre argentine des représentants. Il obtint le Prix national de littérature (Premio Nacional de Letras de Argentina) pour son roman réaliste Desierto de piedra (littér. Désert de pierre) paru en 1925. 
Wast joua un rôle de premier plan dans la mise en place et la consolidation d’un antisémitisme radical en Argentine. Dans le diptyque El Kahal et Oro (1935), se saisissant de stéréotypes dénigrants tirés des Protocoles des sages de Sion, il décrit les juifs de Buenos Aires comme un danger pour la société argentine. Ses liens avec l’intégrisme, idéologie nationale-catholique d’origine française, étaient bien connus.
De 1931 à 1955, Hugo Wast exerça comme directeur de la bibliothèque nationale d’Argentine. En octobre 1934, l’Église le nomma président du Congrès eucharistique mondial de Buenos Aires. En 1941, il fut désigné par le gouvernement du président Ramón Castillo interventeur fédéral dans la province de Catamarca. En 1943, en tant que ministre de l’Instruction publique dans le nouveau gouvernement du général Pedro Pablo Ramírez, il restaura dans les écoles publiques l’enseignement de la religion catholique, mettant ainsi un terme à la tradition de laïcité argentine.
En 1954, par suite des dissensions entre l’Église catholique et le président Juan Perón, Wast fut limogé de son poste de directeur de la bibliothèque nationale, mais la section des périodiques de la bibliothèque nationale continue de porter son nom.

## Distinctions
- Chevalier de l'ordre de Saint-Grégoire-le-Grand

## Œuvre
Dans son roman Kahal, il évoque un complot juif visant à s'approprier l'or en circulation. Il y décrit le Kahal comme un tribunal régissant la vie privée des juifs dans tous ses détails et qui impose des sanctions à ceux qui n'obéissent pas à ses ordres secrets d'infiltration et de contrôle des organisations non-juives. Il y décrit son siège à New-York.

## Publications
- Flor de durazno (1911)
- La casa de los cuervos (1916)
- Valle negro (1918)
- Desierto de Piedra (1925)
- El camino de las llamas (1930)
- Juana Tabor (1942)

Trilogie
- El kahal (1935) Texte en ligne
- Oro (1935) Texte en ligne
- 666 (1942)